# Santiago Castroviejo

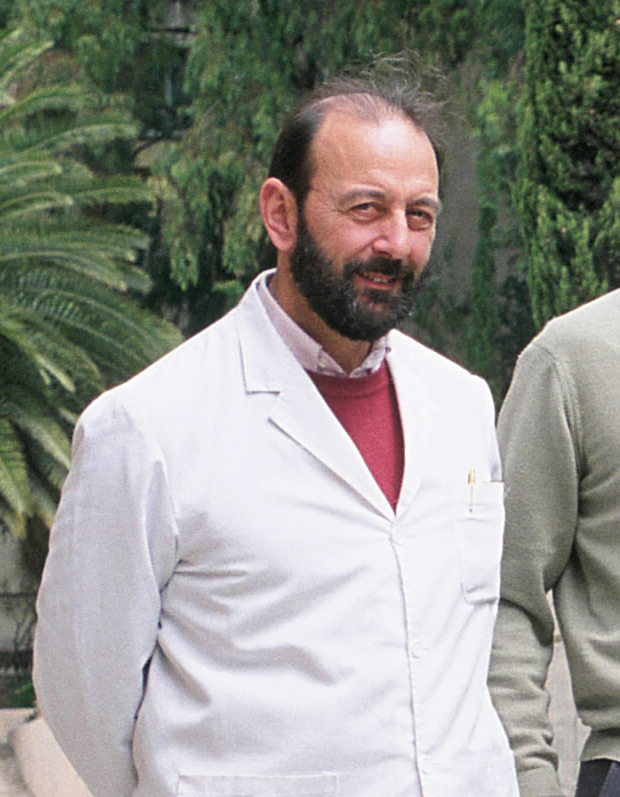

Santiago Castroviejo e Bolíbar (Tirán, Moaña, Pontevedra, 27 de agosto de 1946 - Madrid, 30 de setembro de 2009) foi um botânico espanhol.
Doutorou-se em Biologia pela Universidade Complutense de Madrid em 1972. Santiago Castroviejo foi Professor de Investigação do Real Jardim Botânico (Conselho Superior de Investigações Científicas), Director do Real Jardim Botânico de Madrid entre 1984 e 1994. Director científico do Projecto Coiba na Estação Biológica de Coiba (Panamá), Investigador principal do Projecto Flora iberica, Pesquisador principal do Projecto Anthos Sistema de Informação sobre as Plantas de Espanha, membro do Comité executivo e do “Steering Committee” respectivamente dos projectos: Euro+Med PlantBase e Species Plantarum Project-Flora of the World , Presidente da Real Sociedade Espanhola de História Natural, Académico de Número da Real Academia de Ciências Exactas, Físicas e Naturais e Medaille du Conseill da Société Botanique de France, entre outras importantes distinções científicas. Foi Prémio Nacional de Investigação 2009. Dirigiu 19 tese doutorais e foi autor de mais de 150 trabalhos de investigação publicados em revistas científicas nacionais e internacionais.
Existem, em fevereiro de 2012, 65 registos de espécies identificadas e nomeadas, no IPNI (International Plant Names Index).

## Honras

### Epónimos
Foi-lhe dedicado o género Castroviejoa Galbany, L.Sáez & Benedí 2004
- Castroviejoa frigida (Labill.) Galbany, L. Sáez & Benedí in Butl. Inst. Catalã Hist. Nat., Secc. Bot. 71: 134. 2004
- Castroviejoa montelinasana (Em. Schmid) Galbany, L. Sáez & Benedí in Butl. Inst. Catalã Hist. Nat., Secc. Bot. 71: 134. 2004.

e diversas espécies:
- Acalypha castroviejoi Cardiel in Brittonia 46(3): 205. 1994
- Aragoa castroviejoi Fern. Alonso in Anales Jard. Bot. Madri 51(1): 82. 1993
- Armeria castroviejoi Nieto Fel. in Anales Jard. Bot. Madri 44(2): 330. 1987
- Astragalus castroviejoi Talavera & Sánchez-Gómez in Anales Jard. Bot. Madri 67(1): 42. 2010
- Carex castroviejoi Luceño & Jim.Mejías in Acta Bot. Malacitana 34. 2009
- Cuscuta castroviejoi M.Á.García in Ann. Bot. Fenn. 36(3): 167. 1999
- Hippocrepis castroviejoi Talavera & E.Domínguez in Anales Jard. Bot. Madri 57(2): 461. 2000
- Hyptis jacobi Fern. Alonso in Anales Jard. Bot. Madri 67(2): 127-135. 2010
- Ophrys × castroviejoi Serra & J.X. Costumar in Anales Jard. Bot. Madri 69(2): 237. 2012
- Rubus castroviejoi Mon.-Huelin in Bot. J. Linn. Soc. 115(1): 52. 1994

Entre seus amigos conhecia-se-lhe com o nome de Tatayo, epíteto que se usou para lhe dedicar uma espécie:
- Colymbada × tatayana (Fern.Casas & Susanna) Fern.Casas & Susanna in Fontqueria 2: 20 (1982) [= Centaurea × tatayana Fern. Casas & A. Susanna (= C. toletana Boiss. & Reuter var. toletana x C. ornata Willd.) in Anales Jard. Bot. Madri 38(2): 530. 1982]

## Selecção de publicações
- Castroviejo, S. & Ibáñez, A. (eds.) 2006. Estudos sobre a biodiversidade na região de Bahia Honda. Biblioteca de Ciências (CSIC) - RACEFyN. 835 pg.
- Castroviejo, S.; Sánchez-Monge, E. (2004). De famílias géneros e espécies. A eterna busca da estabilidade na classificação biológica. Discurso de rendimento na Real Academia de Cienciencias Exactas, Físicas e Naturais. Madri, 79 pg.
- Castroviejo, S. (Coord. Gene.) (2008). Flora iberica, XVIII. XLVII + 678 pg CSIC, Madri
- Castroviejo, S. 2008. Blysmus Panz. ex Schult. , em S. Castroviejo (Coord. gene.), S. Castroviejo, M. Luceño, A. Galã, F.J. Cabeças & P. Jiménez Mejías (eds.). Flora iberica XVIII: 69-71
- Castroviejo, S. 2008. Cladium P. Browne, em S. Castroviejo (Coord. gene.), S. Castroviejo, M. Luceño, A. Galã, F.J. Cabeças & P. Jiménez Mejías (eds.). Flora iberica XVIII:102-104
- Castroviejo, S. 2008. Cyperus L., em S. Castroviejo (Coord. gene.), S. Castroviejo, M. Luceño, A. Galã, F.J. Cabeças & P. Jiménez Mejías (eds.) Flora iberica XVIII: 8-27
- Castroviejo, S. 2008. Kyllinga Rottb., em S. Castroviejo (Coord. gene.), S. Castroviejo, M. Luceño, A. Galã, F.J. Cabeças & P. Jiménez Mejías (eds.). Flora iberica XVIII: 32-34
- Castroviejo, S. 2008. Pycreus P. Beauv., em S. Castroviejo (Coord. gene.), S. Castroviejo, M. Luceño, A. Galã, F.J. Cabeças & P. Jiménez Mejías (eds.). Flora iberica XVIII: 27-32
- Castroviejo, S. 2008. Scirpoides Séguier , em S. Castroviejo (Coord. gene.), S. Castroviejo, M. Luceño, A. Galã, F.J. Cabeças & P. Jiménez Mejías (eds.). Flora iberica XVIII: 60-62
- Castroviejo, S. (2006). Mais sobre Cyperus e Kylinga na Península ibéria. Acta Bot. Malacitana 31: 232-238
- Castroviejo, S. (2006). Apresentação. Em S. Castroviejo & A. Ibáñez (eds.) 2006. Estudos sobre a biodiversidade na região de Bahia Honda: 13-14. Biblioteca de Ciências (CSIC) - RACEFyN
- Castroviejo, S. (2006). Taxonomy, Floras and Conservation; em E. Leadlay & S.L. Jury (eds.). 2006. Taxonomy and Plant Conservation: the Cornerstone of the Conservation and the Sustainable Use of Plants: 96-100. Cambridge University Press
- Castroviejo, S.; Aedo, C. & Medina, L. (2006). Management of floristic information on the Internet: the Anthos solution. Willdenowia 36: 127-136
- Quintanar, A; Catalão, P; Castroviejo, S. 2006. Adscription of Parafestuca albida (Lowe) e.b. Alexeev to Koeleria Pers. Taxon 55 (3): 664-670
- Castroviejo, S. (2003). Heracleum L. In: Nieto Feliner, G., S. L. Jury & A. Ferreiro (eds.), Flora iberica 10: 365-368.CSIC, Madri
- Brummitt, R. K.,Castroviejo, S., Chikuni, A. C., Orchard A. E., Smith, G. F. & Wagner, W.L. (2001). The Species Plantarum Project, an international collaborativeinitiative for higher plant taxonomy. Taxon 50: 1217-1230

## Ligações externos
- Projecto Flora Iberica
- Projecto Anthos